# E. Pauline Johnson
E. Pauline Johnson (anglès: Pauline Johnson)  (Six Nations of the Grand River 40, 10 de març de 1861 - Vancouver, 7 de març de 1913) fou una escriptora iroquesa. Era filla del cabdill mohawk Teyonnhehkewea i d'una anglesa, que fou apallissat el 1865 i ferit el 1873 per intentar erradicar el tràfic il·legal d'alcohol i fusta a la reserva. Es dedicà a compondre poesia en anglès, i destacà The White Wampum (1895), Canadian Born (1903), The Legends of Vancouver (1911), The Shagganappi (1913) i The moccasin maker (1913).